# Butucăria, Vaslui
Butucăria este un sat în comuna Zăpodeni din județul Vaslui, Moldova, România. Se află în partea de nord a județului,  în Podișul Central Moldovenesc. La recensământul din 2002 avea o populație de 197 locuitori.
Biserica cu hramul  "Sf. Împărați Constantin și Elena" care se află în cimitirul satului este construită din lemn și vălătuci în 1834 are statut de monument istoric (cod: VS-II-m-B-06770). În partea de nord-est a satului se află conacul Lambrino, datat sec. XIX, de asemenea și el monument istoric (cod: VS-II-m-B-06771).